# You Don’t Know What Love Is
You Don’t Know What Love Is ist ein Popsong, den Gene De Paul (Musik) und Don Raye (Text) schrieben und 1941 bei MCA Music veröffentlichten. Ursprünglich für eine Filmkomödie für Militärpropaganda (Keep ‘Em Flying) geschrieben, wurde er vor der Erstaufführung aus dem Film entfernt. Danach wurde der Song angeblich in eine weitere Kriegskomödie/Varieté-Produktion (Behind the Eight Ball) eingespielt, ist aber offensichtlich auch von dort entfernt worden, da der Song in keinem Film überhaupt zu hören ist. Er wurde fast vergessen, entwickelte sich aber in den 1950er Jahren zum Jazzstandard.

## Kennzeichen des Songs
Die Ballade widmet sich dem klassischen Thema Liebeskummer. „Von den schlaflosen Augen des/der Verlassenen ist die Rede und von schmerzenden Lippen, die nach Tränen schmecken und so gar keinen Gefallen mehr am Küssen finden.“ Die Melodie der 32 Takte umfassenden Liedstrophen ist in der Liedform A1–A2–B–A2 verfasst. „Die schlichte, sich überwiegend in Sekund- und Terzschritten bewegende Melodie ist schwermütig.“ Die Akkordfolgen sind einfach gehalten. „Der Botschaft des Textes – Du weißt nicht, was Liebe ist, bis du die Bedeutung des Blues gelernt hast – entsprechen in der Musik zunächst keine Blues-Elemente.“
Der Song war denkbar ungeeignet für die Aufnahme in einen Comedy-Film. „You Don’t Know What Love Is“ zählt zu den düstersten, melancholischsten Balladen im Jazz-Repertoire, charakteristische Darbietungen können eine fast angsterfüllte Sensibilität aus der Melodie herausholen. Don Raye bezieht sich ausdrücklich auf den Blues („man weiß nicht, was Liebe ist, bis man die Bedeutung des Blues kennengelernt hat“), die harmonische Progression lädt kongruent die rauesten Moll-Blues-Licks hoch. Einige Künstler versuchten „You Don’t Know What Love Is“ auf eine oberflächliche oder beiläufige Art und Weise zu interpretieren, was schlecht ankam. Der Song kann in seinem Reichtum am besten von Künstlern dargeboten werden, die etwas von ihren eigenen Emotionen in ihre Phrasen legen.

## Entstehung des Songs
Wie I’ll Remember April (1942) wurde You Don’t Know What Love Is vom amerikanischen Songwriter-Team Gene De Paul und Don Raye geschrieben, die in der Zeit des Zweiten Weltkrieges für Universal Pictures zusammen arbeiteten; die Schauspielerin Carol Bruce sang das Lied 1941 für den Comedyfilm Keep ‘Em Flying mit dem Komikern Abbott und Costello, in dem auch Dick Foran und Martha Raye Hauptrollen hatten. Der Trailer des Films war als Militärrekrutierung gestaltet und You Don’t Know What Love Is wurde vor dem Erscheinen von Keep ‘Em Flying aus dem Film entfernt; Carol Bruce sang den Song dann 1942 in dem Spielfilm Behind the Eight Ball, wie mehrere Quellen berichten, aber in keinem der Filme tatsächlich zu hören ist. Der Song wurde direkt im Herbst 1941 von Ella Fitzgerald, Harry James und Earl Hines Orchestra (mit Billy Eckstine) aufgenommen. Jazz-Liebhaber waren begeistert von dem musikalischen und emotionalen Reichtum des Songs, der nicht nur im wörtlichen Sinne eines der tiefgründigsten Liebeslieder ist, sondern auch eines der düstersten, das gleichzeitig romantisch und nihilistisch ein Gefühl sexueller Hoffnungslosigkeit vermittelt, von dem viele Jazzkünstler angezogen werden. Es gibt über 1077 Versionen des Liedes in der gelisteten Jazz-Diskografie.

## Rezeption des Songs
Dem Song war zwar kaum Erfolg in den US-Charts beschieden, doch wurde er in den 1940er-Jahren gelegentlich von Bigbands und ihren Sängern aufgenommen (u. a. durch Ella Fitzgerald, Harry James, Billy Eckstine/Earl Hines, Benny Goodman und Louis Armstrong). Doch „bis 1954 hatte das Stück praktisch keine Rolle im Jazz gespielt.“ Das änderte sich durch Miles Davis, der das Stück 1954 mit seinem Quartett einspielte (Walkin’). Nun entwickelte sich die Ballade zu einem Jazzstandard. Der Diskograf Tom Lord listet über 1000 Versionen des Songs im Bereich des Jazz. Ihn nahmen u. a. Jimmy Raney, Chet Baker, Thad Jones, Hank Jones auf. Sonny Rollins Interpretation auf seinem Prestige-Album Saxophone Colossus (1956) gilt als klassisch, ebenso die von Dinah Washington (in einem Arrangement von Quincy Jones 1955) und die von Billie Holiday auf ihrem vorletzten Album Lady in Satin (1958). John Coltranes Version auf seinem Album Ballads „ist ein lyrisches Kleinod, mit einem faszinierenden Rubato gestaltet.“
In späteren Jahren entstanden Coverversionen des Songs auch von Elvis Costello, Cassandra Wilson (Blue Light ’til Dawn, 1993), Charlie Haden/Kenny Barron auf Night and the City (1996), Jay Clayton/Fred Hersch (Beautiful Love, 1995) und Chucho Valdés (New Conceptions, 2003).